# Lepidagathis chiapensis
Lepidagathis chiapensis är en akantusväxtart som först beskrevs av Acosta, och fick sitt nu gällande namn av Kameyama. Lepidagathis chiapensis ingår i släktet Lepidagathis och familjen akantusväxter. Inga underarter finns listade i Catalogue of Life.